# Platybunus pinetorum
Platybunus pinetorum is een hooiwagen uit de familie echte hooiwagens (Phalangiidae).

## Kenmerken
De mannetjes zijn 5 tot 6 mm, de vrouwtjes 7 tot 8 mm lang. De mannetjes zijn onmiskenbaar door het roetzwarte lichaam met bruinachtige, gedraaide poten. De vrouwtjes zijn zeer contrastrijk en variabel getekend. Een donker zadel wordt duidelijk afgebakend door een scherpe, zilverachtige markering. Bij de mannetjes is de zadeltekening nauwelijks te zien. De grote oogheuvel van het vrouwtje is lichtbruin tot donkerbruin, breder dan lang, en bedekt met 10-12 kleine stekels. Vergelijkbare soorten zijn de voorjaarshooiwagen (Rilaena triangularis) en Platybunus bucephalus.

## Verspreiding en leefgebied
Het verspreidingsgebied van de soort ligt voornamelijk in Midden- en Noord-Europa. In het noordwesten komt de soort voor in Groot-Brittannië en in het noorden in het zuiden van Noorwegen en Zweden, vooral in de kustgebieden. In het zuiden leeft de soort in Denemarken, Duitsland, Nederland, België, Luxemburg, de oostelijke helft van Frankrijk, Zwitserland, Oostenrijk, Noord-Italië en Tsjechië. Het verspreidingsgebied strekt zich uit naar het oosten in andere landen, bijvoorbeeld Roemenië. De meest zuidelijke afzettingen bevinden zich in Zuid-Frankrijk.
Oorspronkelijk was de soort gebonden aan koele, vochtige bergbossen en kwam hij alleen voor in de Alpen, waar hij voorkomt in alpiene lariks- en dennenbossen, en verschillende middelgebergten tot een hoogte van ongeveer 1900 m. De soort verspreidt zich nu echter meer en meer. meer en koloniseert ook laaglanden, zoals in de Noord-Duitse Laagvlakte of Nederland.
Volwassen en subadulte dieren worden meestal gevonden op boomstammen, op struiken, in de kruidenlaag of op rotsen, waar ze overdag rusten. De jonge dieren leven in het herfstgebladerte.

## Levenswijze
Volwassen dieren zijn in de zomer te vinden, op lagere hoogten al in maart. Op grotere hoogte zijn ze tot ver in september te vinden. De jongen komen uit de late zomer tot de herfst, overwinteren klein en worden de volgende zomer volwassen.

## Taxonomie
De soort werd voor het eerst beschreven in 1839 door Carl Ludwig Koch onder de naam Platylophus pinetorum.